# I liga polska w rugby (1966)
I liga polska w rugby (1966) – dziesiąty sezon najwyższej klasy ligowych rozgrywek klubowych rugby union w Polsce. Tytuł mistrza Polski obroniła Skra Warszawa, drugie miejsce zajął Orzeł Warszawa, a trzecie Czarni Bytom.

## Uczestnicy rozgrywek
Do rozgrywek I ligi przystąpiło w tym sezonie 6 drużyn. Pięć z nich stanowili uczestnicy poprzedniego sezonu: Skra Warszawa, Czarni Bytom, Lechia Gdańsk, Polonia Poznań, a także Posnania Poznań, która rok wcześniej zagrała tylko jeden mecz. AZS Warszawa, uczestnicząca w rozgrywkach ligowych od początku i czterokrotny mistrz Polski, został zastąpiony przez Orła Warszawa, do którego przekazał swoją sekcję w zamian za 20 dresów. Wycofała się natomiast zaledwie po jednym sezonie z przyczyn finansowych drużyna AZS WSWF Poznań, której zawodnicy zasilili Polonię Poznań.

## Przebieg rozgrywek
Rozgrywki toczyły się w systemie wiosna–jesień, każdy z każdym, mecz i rewanż.
Wyniki spotkań:
|                 | Skra Warszawa | Orzeł Warszawa | Czarni Bytom | Lechia Gdańsk | Polonia Poznań | Posnania Poznań |
| Skra Warszawa   | –             | 0:0            | 9:6          | 18:13         | 21:0           | 17:6            |
| Orzeł Warszawa  | 8:8           | –              | 19:6         | 22:9          | 11:11          | 9:0 (wo)        |
| Czarni Bytom    | 6:10          | 12:16          | –            | 19:16         | 24:17          | 19:0            |
| Lechia Gdańsk   | 6:15          | 9:37           | 9:0 (wo)     | –             | 16:5           | 17:10           |
| Polonia Poznań  | 8:11          | 3:19           | 8:17         | 12:6          | –              | 15:10           |
| Posnania Poznań | 3:6           | 9:22           | 0:12         | 6:26          | 12:13          | –               |

Tabela końcowa:
| Pozycja | Drużyna         | Punkty razem | Bilans punktów |
| ------- | --------------- | ------------ | -------------- |
| 1       | Skra Warszawa   | 28           | 115:56         |
| 2       | Orzeł Warszawa  | 27           | 163:67         |
| 3       | Czarni Bytom    | 19           | 121:104        |
| 4       | Lechia Gdańsk   | 18           | 127:144        |
| 5       | Polonia Poznań  | 17           | 92:147         |
| 6       | Posnania Poznań | 9            | 56:156         |